# NGC 599
NGC 599 è una galassia lenticolare situata nella costellazione della Balena a una distanza di circa 252 milioni di anni luce dalla nostra Via Lattea.

## Scoperta
NGC 599 è stata scoperta il 27 novembre 1785 dall'astronomo britannico di origine tedesca William Herschel.

## Descrizione
NGC 599 viene classificata come nucleo galattico attivo.
Data la sua luminosità superficiale pari a 14,05, NGC 599 può essere classificata come una galassia a bassa luminosità superficiale (nella letteratura in lingua inglese abbreviata in LSB, acronimo di Low Surface Brightness). Le galassie LSB sono galassie di tipo diffuso (D) con una luminosità superficiale inferiore di almeno una magnitudine a quella del cielo notturno circostante.

## Supernova
Il 16 agosto 2010, all'interno di NGC 599 è stata scoperta la supernova SN 2010gz da parte dell'astronomo amatoriale giapponese  Masaki Tsuboi, presidente della Società astronomica di Hiroshima. La supernova è stata classificata di tipo Ia.